# Wojciech Birek
Wojciech Birek, né le 17 octobre 1961 à Rzeszów (Basses-Carpates), est un auteur, traducteur et critique polonais de bandes dessinées, enseignant à la faculté des lettres de l'université de Rzeszów.

## Biographie
Wojciech (Wojtek) Birek a achevé des études culturelles à l'université de Łódź (master sur « La Poétique des romans graphiques », en 1988). En 2005, il a soutenu sa thèse de doctorat à l'université de Rzeszów « Les principaux problèmes de la théorie de la bande dessinée ».
Pendant de nombreuses années, il est membre (et même président en 1995, 2000, 2002 et de 2009 à 2012) du jury du Lista laureatów konkursu komiksowego na Międzynarodowym Festiwalu Komiksu w Łodzi (pl) qui a eu lieu de 1991 à 2012 dans le cadre du Festival international de la bande dessinée et des jeux de Łódź.
Il a également été président (en 2008) du jury du Prix de la meilleure bande dessinée francophone du Festival d'Angoulême : le choix polonais organisé par l'Institut français de Cracovie.
Il est maître de conférence au département de théorie et anthropologie de la littérature de la faculté des lettres de l'université de Rzeszów.

### Famille
Wojciech Birek est marié à Magdalena Rabizo-Birek, rédactrice en chef du trimestriel Fraza (czasopismo) (pl), critique littéraire, critique d'art et commissaire d'exposition. Ils ont trois enfants : Lech (informaticien), Mikołaj (graphiste et réalisateur de films d'animation) et Joanna (étudiante).

## Œuvre
Il est l'auteur de : Miasto trędowatych (La Ville des ténèbres) et Naznaczony mrokiem (Ténèbres sournois).
Il est le traducteur en polonais de nombreuses BD françaises ou francophones, notamment d'œuvres dessinées par Grzegorz Rosiński comme Thorgal, Hans, Complainte des landes perdues, ainsi que Blueberry, L'Incal, La Caste des Méta-Barons, La Quête de l'oiseau du temps.
Participation à des ouvrages d'histoire de la bande dessinée polonaise
- (pl + en) Artur Wabik (dir.), Wojciech Jama, Tomasz Trzaskalil, Wojciech Birek, Adam Rusek, Paweł Panic, Michał Jutkiewicz et Andrzej Betlej (introduction), Teraz Komiks! : Comics Now!, Cracovie, Muzeum Narodowe w Krakowie, 2018 (ISBN 978-83-7581-266-4).
- (fr) Wojciech Birek, Piotr Machłajewski, Adam Rusek et Jerzy Szyłak (trad. du polonais), Histoire de la bande dessinée polonaise, Paris, PLG Édition / SoBD, coll. « Mémoire Vive », 2019, 188 p. (ISBN 978-2-917837-34-4).

Il a publié en 2018 l'ouvrage à la fois érudit et illustré :
- (pl) Wojciech Birek, Henryk Sienkiewicz w obrazkach : Rysunki Henryka Sienkiewicza i obrazkowe adaptacje jego powieści : (Henryk Sienkiewicz en images / Les dessins d'Henryk Sienkiewicz et les adaptations en images de ses romans), Poznań, Fundacja Instytut Kultury Popularnej, 2018, 784 p. (ISBN 978-83-939707-9-7).